# Інтрузивні гірські породи

Інтрузивні гірські породи.JPG

Інтрузивні гірські породи — магматичні гірські породи, що утворилися внаслідок кристалізації магми в глибинах земної кори.
Формуються в умовах повільного охолодження магми під високим тиском і за активної участі легких компонентів. Мають повнокристалічну структуру, текстура порід зазвичай масивна.
За глибинами утворення розрізняють інтрузивні гірські породи:
- абісальні, які утворилися на великих глибинах (понад 5 км),

- мезоабісальні — на середніх,

- гіпабісальні — на невеликих глибинах.

Інтрузивні гірські породи поділяють за вмістом кремнезему (у %) на
- кислі — 64-78,

- середні — 53-64,
- основні — 44-53

- ультраосновні — 30-44.

В Україні інтрузивні гірські породи входять до складу кристалічного фундаменту. Значною мірою вони складають Український щит, де представлені переважно гранітами багатьох мінералогічних різновидів. Окремі масиви щита складені основними породами (габро, габро-норитами, лабрадоритами) і гранітами із вмістом лужних та сублужних темно-барвних мінералів. На Українському щиті поширені також інтрузії невеликого розміру, наприклад, дайки та міжпластові тіла основних порід. Штокоподібні інтрузії габро і піроксенітів є у Донбасі, діоритів та інтрузивно-ефузивних порід — в Українських Карпатах.
Майже всі інтрузивні гірські породи використовують як мінеральну сировину будівельних матеріалів.